# Cryptelytrops albolabris
Cryptelytrops albolabris este o specie de șerpi din genul Cryptelytrops, familia Viperidae, descrisă de Samuel Frederick Gray în anul 1842. A fost clasificată de IUCN ca specie cu risc scăzut. Conform Catalogue of Life specia Cryptelytrops albolabris nu are subspecii cunoscute.